# Mwaubingi
Mwaubingi è una circoscrizione rurale (rural ward) della Tanzania situata nel distretto di Bariadi, regione del Simiyu. Conta una popolazione di 15 780 abitanti (censimento 2012).